# Kateri Tekakwitha
Kateri Tekakwitha (ˈgaderi degaˈgwita em mohawk), batizada como Catarina Tekakwitha informalmente conhecida como "Lírio dos Mohawks", foi uma índia algonquino-mohawk nascida no atual estado de Nova Iorque e que se tornou a primeira índia norte-americana a ser venerada na Igreja Católica.
Após sobreviver à varíola quando criança, doença que matou toda a sua família, o pai iroquês pagão e a mãe algonquina cristã, passou a viver com o tio. Mais tarde em 1675 entrou em contato com os missionários católicos do Canadá onde, numa missão jesuíta em Kahnawake, ao sul de Montreal na então chamada Nova França, em 18 de Abril de 1676, recebe o batismo católico romano, pelas mãos do Pe. Jacques de Lamberville.
Ela se recusou a casar e em 25 de março de 1679 fez um voto de castidade. Morreu aos 24 anos de idade e, depois disso, vários milagres foram atribuídos à sua intercessão. Conhecida por sua castidade pelo hábito de mortificar-se.
Foi beatificada pelo papa João Paulo II em 1980.
Em 18 de fevereiro de 2012, o papa Bento XVI anunciou na Basílica de São Pedro a sua canonização em 21 de outubro de 2012.